# Karlo Hackenberger

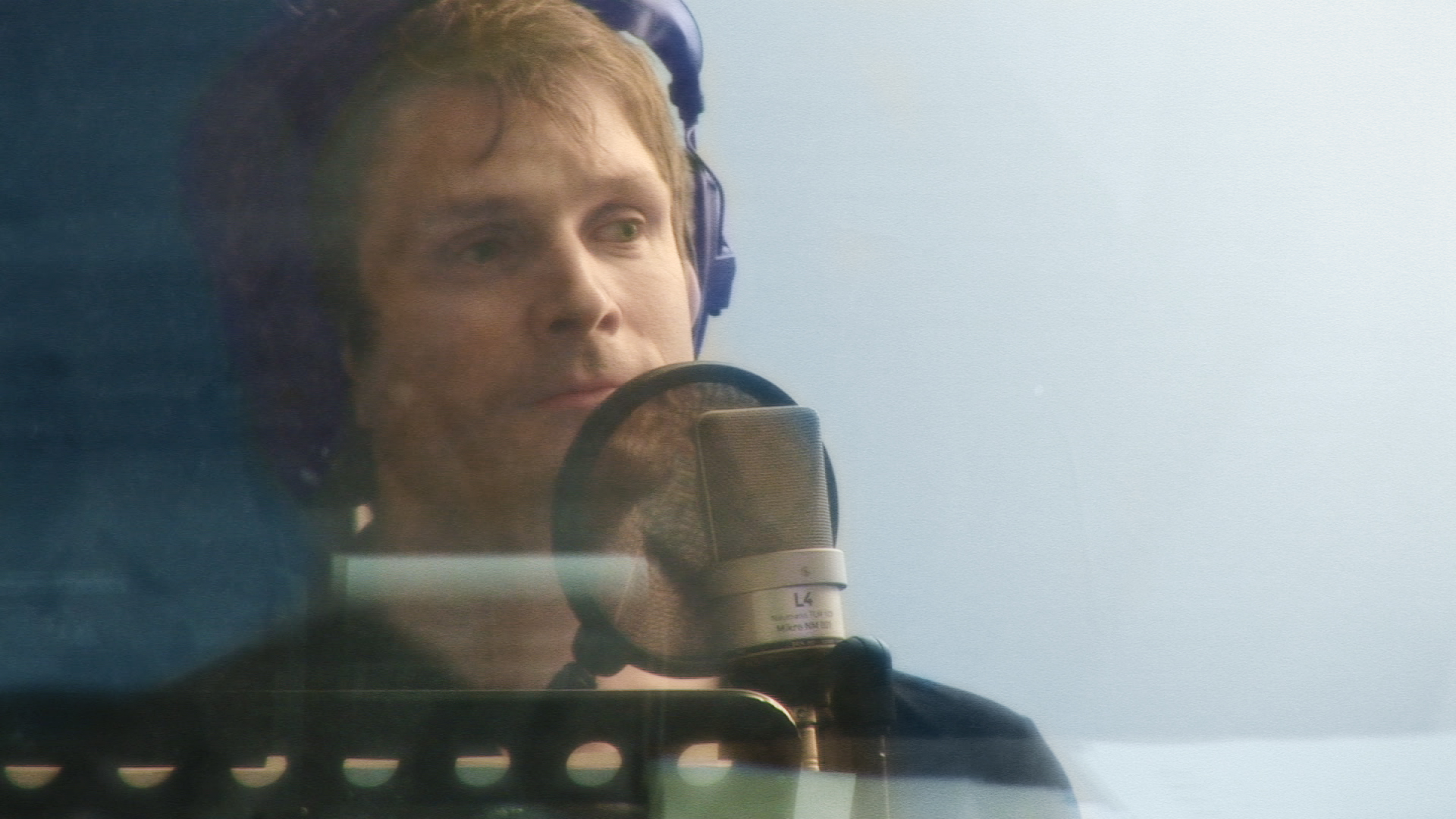
Karlo Hackenberger während einer Synchronisation 2009 in Berlin

Karlo Hackenberger (* 1969 in Berlin) ist ein deutscher Schauspieler, Synchronsprecher, Sänger, Drehbuchautor, Dichter und Kurzgeschichtenautor.

## Leben
Karlo Hackenberger wurde 1969 in Berlin geboren. Von 1983 bis 1984 war er Schüler der Allhallows School in England und legte 1988 sein Abitur in Berlin ab. Neben seiner Tätigkeit als Synchronsprecher ist Hackenberger als Sänger aktiv.
Er gehörte den Musikgruppen cam-era und  Big Light  an. Letztere Band war 1995 Vorgruppe von Wet Wet Wet, welche sie auch auf einer Europa-Tournee begleiteten. Aktuell gehört Hackenberger der Band KOY an und verfolgt nebenher sein eigenes Projekt Die kleinste Band der Welt.
Seit 1997 arbeitet Hackenberger als Synchronsprecher. Neben diversen Rollen in Filmen und Serien wurde er einem breiteren Publikum als Standard-Stimme von Gale Harold als Brian Kinney in Queer as Folk (2000 bis 2005) und als Jackson Braddock in Desperate Housewives (2007 bis 2008) bekannt. In House of Cards spricht er Derik Cecil als Pressesprecher Seth Grayson.

## Synchronrollen (Auswahl)
Tōru Furuya
- 1986: Dragon Ball – Die Legende von Shenlong als Yamchu
- 1987: Dragon Ball – Das Schloss der Dämonen als Yamchu
- 1988: Dragon Ball – Son–Gokus erstes Turnier als Yamchu

Wataru Takagi
- 2002–2006, seit 2018: Detektiv Conan (Fernsehserie) als Kommissar Wataru Takagi
- seit 2008: Detektiv Conan (Filmreihe) als Kommissar Wataru Takagi

### Filme
- 2002: Jackass: The Movie – Mat Hoffman als Mat Hoffman
- 2003: 2 Fast 2 Furious – Amaury Nolasco als Orange Julius
- 2007: Aliens vs. Predator 2 – David Hornsby als Drew
- 2010: So spielt das Leben – Kumail Nanjiani als Simon
- 2012: Ice Age 4 – Voll verschoben – Alan Tudyk als Milton
- 2013: My Little Pony: Equestria Girls – Richard Ian Cox als Snails
- 2014: Need for Speed – John Gatins als Air Force Pilot
- 2015: Kingsman: The Secret Service – Jack Davenport als Lancelot
- 2015: Pitch Perfect 2 – Flula Borg als Pieter Krämer
- 2015: A Royal Night – Ein königliches Vergnügen – Jack Laskey als Captain Pryce
- 2016: Die Weihnachtsstory – Kevin O’Grady als Kameramann Doug
- 2017: The Boss Baby – Jimmy Kimmel als Ted Templeton
- 2017: Coco – Lebendiger als das Leben! – Gael García Bernal als Héctor (Sprache & Gesang)
- 2018: Ant-Man and the Wasp – Randall Park als  Jimmy Woo
- 2023: Ant-Man and the Wasp: Quantumania – Randall Park als  Jimmy Woo
- 2024: Sing: Thriller – Matthew McConaughey als Buster Moon

### Serien
- 2001: Digimon 02 – Takahashi Naozumi als Wormmon/Stingmon
- 2003–2004: Peace Maker Kurogane – Takahiro Sakurai als Susumu Yamazaki
- 2006–2008: Queer as Folk – Gale Harold als Brian Kinney
- 2007–2009/2017: Prison Break – Amaury Nolasco als Fernando Sucre
- 2008: Inspector Barnaby – John Hopkins als DS Dan Scott
- 2008–2009: Desperate Housewives – Gale Harold als Jackson Braddock
- 2008–2012: Entourage – Jeremy Piven als Ari Gold
- 2008–2012: Grey’s Anatomy – Mark Saul als Dr. Steve Mostow
- 2009: Secret Diary of a Call Girl – Callum Blue als Alex
- 2010: Black Butler – Tatsuhisa Suzuki als Aleister Chamber
- 2010–2011: Spartacus: Blood and Sand – Jai Courtney als Varro
- 2011: Vampire Diaries – Trent Ford als Trevor
- 2011: Gossip Girl – David Call als Ben Donovan
- 2011–2015: My Little Pony – Freundschaft ist Magie – Richard Ian Cox als Snails
- 2011–2017: Regular Show – Völlig abgedreht – J.G. Quintel als Mordecai
- 2013–2016: Willkommen in Gravity Falls – Alex Hirsch als Soos
- 2013–2016: Sanjay & Craig – Chris Hardwick als Craig
- 2014: Black Sails – Jannes Eiselen als Dufresne
- 2014–2016: Die 7Z – Jess Harnell als Grimword "Grim" Düsterlich
- 2014–2016: House of Cards – Derek Cecil als Seth Grayson
- 2014–2016: Game of Thrones – Michiel Huisman als Daario Naharis
- Seit 2019: Taffy als Bentley
- 2020–2021: Big Sky (Fernsehserie)
- 2020–2022: Close Enough – J.G. Quintel als Josh Singleton
- 2018: The Alienist – Die Einkreisung – Bill Heck als Beecham
- 2021: WandaVision – Randall Park als Agent Jimmy Woo